# Rennrodel-Weltmeisterschaften 2012
Die 43. FIL Weltmeisterschaften im Rennrodeln wurden vom 6. bis 12. Februar 2012 auf der Rennschlitten- und Bobbahn in Altenberg im Erzgebirge ausgetragen.
Die Austragung der Weltmeisterschaften wurde durch den Weltverband FIL im Juni 2008 an Altenberg vergeben, nachdem der einzige Konkurrent, die Kunsteisbahn von Whistler Mountain, seine Kandidatur zurückgezogen hatte. Nach 1996 fanden die Titelkämpfe zum zweiten Mal in Altenberg statt.

## Ergebnisse

### Frauen, Einsitzer
| Platz                                   | Sportler             | Nation             | Laufzeiten              | Endzeit  |
| --------------------------------------- | -------------------- | ------------------ | ----------------------- | -------- |
| 1                                       | Tatjana Hüfner       | Deutschland        | 52,183 (2) 52,198 (1)   | 1:44,381 |
| 2                                       | Tatjana Iwanowa      | Russland           | 52,161 (1) 52,321 (2)   | + 0,101  |
| 3                                       | Natalie Geisenberger | Deutschland        | 52,407 (4) 52,377 (3)   | + 0,403  |
| 4                                       | Alex Gough           | Kanada             | 52,394 (3) 52,424 (4)   | + 0,437  |
| 5                                       | Corinna Martini      | Deutschland        | 52,503 (5) 52,452 (5)   | + 0,574  |
| 6                                       | Anke Wischnewski     | Deutschland        | 52,503 (5) 52,506 (6)   | + 0,628  |
| 7                                       | Dayna Clay           | Kanada             | 52,716 (8) 52,656 (9)   | + 0,991  |
| 8                                       | Nina Reithmayer      | Österreich         | 52,830 (11) 52,649 (8)  | + 1,098  |
| 9                                       | Sandra Gasparini     | Italien            | 52,748 (9) 52,769 (10)  | + 1,136  |
| 10                                      | Arianne Jones        | Kanada             | 52,617 (7) 52,904 (14)  | + 1,140  |
| 11                                      | Alexandra Rodionowa  | Russland           | 52,792 (10) 52,796 (11) | + 1,207  |
| 12                                      | Erin Hamlin          | Vereinigte Staaten | 53,031 (13) 52,558 (7)  | + 1,208  |
| 13                                      | Natalja Chorjowa     | Russland           | 52,896 (12) 52,840 (12) | + 1,355  |
| 14                                      | Martina Kocher       | Schweiz            | 53,246 (16) 52,867 (13) | + 1,732  |
| 15                                      | Maija Tīruma         | Lettland           | 53,207 (15) 52,959 (15) | + 1,785  |
| 16                                      | Birgit Platzer       | Österreich         | 53,090 (14) 53,227 (17) | + 1,936  |
| 17                                      | Maryna Halajdschjan  | Ukraine            | 53,343 (19) 53,142 (16) | + 2,104  |
| 18                                      | Raluca Strămăturaru  | Rumänien           | 53,274 (17) 53,506 (18) | + 2,399  |
| 19                                      | Ewa Kuls             | Polen              | 53,423 (20) 53,521 (19) | + 2,563  |
|                                         | Viera Gbúrová        | Slowakei           | 53,313 (18) DNF         |          |
| Nicht für den 2. Durchgang qualifiziert |                      |                    |                         |          |
| 20                                      | Mona Wabnigg         | Österreich         | 53,449 (21)             |          |
| 21                                      | Morgane Bonnefoy     | Frankreich         | 53,837 (22)             |          |
| 22                                      | Daria Obratov        | Kroatien           | 55,043 (23)             |          |
| 23                                      | Choi Eun-ju          | Südkorea           | 55,973 (24)             |          |
| 24                                      | Elīza Tīruma         | Lettland           | 55,974 (25)             |          |

Datum: 12. Februar 2012

Tatjana Hüfner gewann ihre vierte Einzel-Goldmedaille bei Rodel-Weltmeisterschaften und zieht dadurch mit Margit Schumann und Sylke Otto gleich. 

Tatjana Iwanowa stellte mit 52,161 Sekunden einen neuen Bahnrekord auf.

### Männer, Einsitzer
| Platz                                   | Sportler              | Nation                 | Laufzeiten              | Endzeit  |
| --------------------------------------- | --------------------- | ---------------------- | ----------------------- | -------- |
| 1                                       | Felix Loch            | Deutschland            | 53,590 (1) 53,742 (1)   | 1:47,332 |
| 2                                       | Albert Demtschenko    | Russland               | 53,840 (3) 53,820 (2)   | + 0,328  |
| 3                                       | Armin Zöggeler        | Italien                | 53,821 (2) 53,925 (3)   | + 0,414  |
| 4                                       | Johannes Ludwig       | Deutschland            | 53,873 (4) 54,010 (5)   | + 0,551  |
| 5                                       | Andi Langenhan        | Deutschland            | 53,904 (5) 54,000 (4)   | + 0,572  |
| 6                                       | David Möller          | Deutschland            | 54,019 (6) 54,130 (6)   | + 0,817  |
| 7                                       | Samuel Edney          | Kanada                 | 54,342 (9) 54,280 (7)   | + 1,290  |
| 8                                       | David Mair            | Italien                | 54,318 (8) 54,344 (8)   | + 1,330  |
| 9                                       | Jewgeni Woskressenski | Russland               | 54,279 (7) 54,452 (13)  | + 1,399  |
| 10                                      | Manuel Pfister        | Österreich             | 54,382 (10) 54,353 (9)  | + 1,403  |
| 11                                      | Dominik Fischnaller   | Italien                | 54,456 (14) 54,435 (11) | + 1,559  |
| 12                                      | Wolfgang Kindl        | Österreich             | 54,516 (17) 54,394 (10) | + 1,578  |
| 13                                      | Wiktor Kneib          | Russland               | 54,463 (15) 54,448 (12) | + 1,579  |
| 14                                      | Jozef Ninis           | Slowakei               | 54,399 (11) 54,518 (16) | + 1,585  |
| 15                                      | Gregory Carigiet      | Schweiz                | 54,424 (12) 54,537 (18) | + 1,629  |
| 16                                      | Inārs Kivlenieks      | Lettland               | 54,443 (13) 54,524 (17) | + 1,635  |
| 17                                      | Daniel Pfister        | Österreich             | 54,519 (18) 54,572 (19) | + 1,759  |
| 18                                      | Jo Alexander Koppang  | Norwegen               | 54,492 (16) 54,636 (21) | + 1,796  |
| 19                                      | Mārtiņš Rubenis       | Lettland               | 54,713 (19) 54,512 (14) | + 1,893  |
| 20                                      | Stepan Fjodorow       | Russland               | 54,716 (20) 54,514 (15) | + 1,898  |
| 21                                      | Reinhard Egger        | Österreich             | 54,748 (21) 54,660 (22) | + 2,076  |
| 22                                      | Chris Mazdzer         | Vereinigte Staaten     | 54,896 (22) 54,625 (20) | + 2,189  |
| 23                                      | Ondřej Hyman          | Tschechien             | 54,960 (23) 54,788 (23) | + 2,416  |
| 24                                      | Thor Haug Nørbech     | Norwegen               | 55,033 (24) 54,865 (24) | + 2,566  |
| 25                                      | Adam Rosen            | Vereinigtes Königreich | 55,112 (25) 54,972 (25) | + 2,752  |
| Nicht für den 2. Durchgang qualifiziert |                       |                        |                         |          |
| 26                                      | Maciej Kurowski       | Polen                  | 55,114 (26)             |          |
| 27                                      | Valentin Crețu        | Rumänien               | 55,185 (27)             |          |
| 28                                      | Tønnes Stang Rolfsen  | Norwegen               | 55,254 (28)             |          |
| 29                                      | Kristaps Mauriņš      | Lettland               | 55,406 (29)             |          |
| 30                                      | Jakub Hyman           | Tschechien             | 55,656 (30)             |          |
| 31                                      | Andrij Mandsij        | Ukraine                | 55,717 (31)             |          |
| 32                                      | Andriy Kis            | Ukraine                | 55,728 (32)             |          |
| 33                                      | Danej Navrboc         | Slowenien              | 56,037 (33)             |          |
| 34                                      | Bruno Banani          | Tonga                  | 56,326 (34)             |          |
| 35                                      | Hidenari Kanayama     | Japan                  | 56,390 (35)             |          |
| 36                                      | Bogdan Macovei        | Moldau                 | 56,886 (36)             |          |
| 37                                      | Pawel Angelow         | Bulgarien              | 57,224 (37)             |          |

Datum: 11. Februar 2012

Felix Loch gewann seine dritte WM-Goldmedaille. Für den russischen Rodelverband war die silberne Medaille von Albert Demtschenko die erste überhaupt bei Rennrodel-Weltmeisterschaften. Armin Zöggeler gewann nach sechs Gold- und drei Silbermedaillen seine erste bronzene und insgesamt zehnte WM-Medaille im Einsitzer.

### Doppelsitzer
| Platz                                   | Sportler                                     | Nation             | Laufzeiten              | Endzeit  |
| --------------------------------------- | -------------------------------------------- | ------------------ | ----------------------- | -------- |
| 1                                       | Andreas Linger Wolfgang Linger               | Österreich         | 41,727 (1) 41,717 (1)   | 1:23,444 |
| 2                                       | Toni Eggert Sascha Benecken                  | Deutschland        | 41,842 (3) 41,822 (3)   | + 0,220  |
| 3                                       | Peter Penz Georg Fischler                    | Österreich         | 41,870 (5) 41,806 (2)   | + 0,232  |
| 4                                       | Tobias Wendl Tobias Arlt                     | Deutschland        | 41,837 (2) 41,846 (4)   | + 0,239  |
| 5                                       | Wladislaw Juschakow Wladimir Machnutin       | Russland           | 41,852 (4) 41,921 (5)   | + 0,329  |
| 6                                       | Christian Oberstolz Patrick Gruber           | Italien            | 41,936 (7) 41,985 (6)   | + 0,477  |
| 7                                       | Iwan Newmerschizki Wladimir Prochorow        | Russland           | 41,884 (6) 42,234 (14)  | + 0,674  |
| 8                                       | Hans Peter Fischnaller Patrick Schwienbacher | Italien            | 42,136 (9) 42,098 (8)   | + 0,790  |
| 9                                       | Andris Šics Juris Šics                       | Lettland           | 42,180 (10) 42,080 (7)  | + 0,816  |
| 10                                      | Oskars Gudramovičs Pēteris Kalniņš           | Lettland           | 42,082 (8) 42,258 (15)  | + 0,896  |
| 11                                      | Christian Niccum Jayson Terdiman             | Vereinigte Staaten | 42,317 (15) 42,126 (9)  | + 0,999  |
| 12                                      | Alexander Denissjew Wladislaw Antonow        | Russland           | 42,267 (12) 42,212 (13) | + 1,035  |
| 13                                      | Tristan Walker Justin Snith                  | Kanada             | 42,306 (14) 42,189 (11) | + 1,051  |
| 14                                      | Matt Mortensen Preston Griffall              | Vereinigte Staaten | 42,305 (13) 42,195 (12) | + 1,056  |
| 15                                      | Lukáš Brož Antonín Brož                      | Tschechien         | 42,257 (11) 42,259 (16) | + 1,072  |
| 16                                      | Ronny Pietrasik Christian Weise              | Deutschland        | 42,420 (17) 42,160 (10) | + 1.533  |
| 17                                      | Paul Ifrim Andrei Anghel                     | Rumänien           | 42,415 (16) 42,365 (17) | + 1,336  |
| 18                                      | Ludwig Rieder Patrick Rastner                | Italien            | 42,454 (18) 42,388 (18) |          |
| Nicht für den 2. Durchgang qualifiziert |                                              |                    |                         |          |
| 19                                      | Andrejs Bērze Uldis Logins                   | Lettland           | 42,457 (19)             |          |
| 20                                      | Marek Solčanský Karol Stuchlák               | Slowakei           | 42,533 (20)             |          |
| 21                                      | Luca Hunziker Christian Maag                 | Schweiz            | 42,775 (21)             |          |
| 22                                      | Ivan Vynnytskyy Oleh Fitel                   | Ukraine            | 43,031 (22)             |          |
| 23                                      | Matěj Kvíčala Jaromír Kudera                 | Tschechien         | 43,041 (23)             |          |
| 24                                      | Ján Harniš Branislav Regec                   | Slowakei           | 43,432 (24)             |          |
| 25                                      | Park Jin-yong Ryu Sung-hyun                  | Südkorea           | 43,618 (25)             |          |
| 26                                      | Arthur Petyniak Adam Wanielista              | Polen              | 49,164 (26)             |          |
| 27                                      | Ioan Codarcea Gabriel Barbu                  | Rumänien           | 1:01,811 (27)           |          |

Datum: 10. Februar 2012

Für die Brüder Andreas und Wolfgang Linger war es der dritte Weltmeistertitel nach 2003 und 2011. Es war die neunte WM-Goldmedaille für Österreich im Doppelsitzer.

### Team
| Platz | Nation             | Sportler                                               | Laufzeiten                            | Endzeit  |
| ----- | ------------------ | ------------------------------------------------------ | ------------------------------------- | -------- |
| 1     | Deutschland        | Tatjana Hüfner Felix Loch Eggert/Benecken              | 46,323 (1) 47,557 (1) 48,123 (4)      | 2:22,003 |
| 2     | Russland           | Tatjana Iwanowa Albert Demtschenko Juschakow/Machnutin | 46,332 (2) 47,780 (3) 47,980 (2)      | +0,089   |
| 3     | Kanada             | Alex Gough Samuel Edney Walker/Snith                   | 46,447 (3) 47,781 (4) 48,176 (6)      | +0,401   |
| 4     | Österreich         | Nina Reithmayer Manuel Pfister Linger/Linger           | 46,779 (5) 48,135 (8) 47,822 (1)      | +0,733   |
| 5     | Italien            | Sandra Gasparini Armin Zöggeler Oberstolz/Gruber       | 46,940 (6) 47,774 (2) 48,032 (3)      | +0,743   |
| 6     | Vereinigte Staaten | Erin Hamlin Chris Mazdzer Niccum/Terdiman              | 46,657 (4) 48,268 (9) 48,243 (7)      | +1,165   |
| 7     | Lettland           | Maija Tīruma Inārs Kivlenieks Šics/Šics                | 47,150 (7) 47,792 (5) 48,171 (5)      | +1,290   |
| 8     | Schweiz            | Martina Kocher Gregory Carigiet Hunziker/Maag          | 47,478 (9) 48,080 (7) 49,151 (10)     | +2,706   |
| 9     | Slowakei           | Viera Gbúrová Jozef Ninis Solčanský/Stuchlák           | 47,822 (12) 48,041 (6) 48,910 (8)     | +2,770   |
| 10    | Rumänien           | Raluca Strămăturaru Valentin Crețu Ifrim/Anghel        | 47,525 (10) 48,589 (11) 48,960 (9)    | +3,071   |
| 11    | Polen              | Ewa Kuls Maciej Kurowski Petyniak/Wanielista           | 47,649 (11) 48,420 (10) 49,382 (11)   | +3,448   |
| 12    | Ukraine            | Maryna Halajdschjan Andrij Mandsij Vynnytskyy/Fitel    | 47,380 (8) 49,176 (12) 49,691 (12)    | +2,706   |
| 13    | Südkorea           | Sung Eun-Ryung Kim Min Kyu Park/Ryu                    | 48,459 (13) 1:06,986 (13) 52,365 (13) | +25,807  |

Datum: 12. Februar 2012

## Medaillenspiegel
| Platz  | Land        | Gold | Silber | Bronze | Gesamt |
| ------ | ----------- | ---- | ------ | ------ | ------ |
| 1      | Deutschland | 3    | 1      | 1      | 5      |
| 2      | Österreich  | 1    | -      | 1      | 2      |
| 3      | Russland    | -    | 3      | -      | 3      |
| 4      | Italien     | -    | -      | 1      | 1      |
| 4      | Kanada      | -    | -      | 1      | 1      |
| Gesamt | Gesamt      | 4    | 4      | 4      | 12     |